# Plopsaqua Landen-Hannuit
Plopsaqua Landen-Hannuit (Frans: Plopsaqua Hannut-Landen) is een waterpark gelegen in Hannuit, België. Het waterpark behoort tot de Plopsa-groep en functioneert ook als gemeentezwembad voor de gemeentes Hannuit en Landen.

## Geschiedenis
Na de opening van Plopsaqua De Panne begon Plopsa naar andere locaties in België te kijken voor nieuwe waterparken die ook als gemeentezwembaden konden fungeren. De gemeentes Hannuit en Landen waren omstreeks dezelfde periode op zoek naar een oplossing voor hun verouderde gemeentezwembaden. Na een aanbestedingsprocedure werd in 2017 duidelijk dat de concessie aan Plopsa werd gegund, met een locatie in Hannuit tegen de grens met Vlaanderen aan. Het project kost € 22,5 miljoen en de gemeentes dragen zelf elk ieder jaar € 480.000 euro bij voor de komende 25 jaar.
In 2018 diende Plopsa de vergunningaanvraag in, deze moest op enkele punten - zoals de kleur van de glijbanen en de bekleding van het gebouw - worden aangepast om beter in de omgeving te passen. De provincie keurde de plannen in februari 2019 goed en in mei van datzelfde jaar werd de bouw gestart. Het waterpark is gethematiseerd naar Maya de Bij en Bumba, het wedstrijdbad heeft echter een neutrale uitstraling.
De opening van het waterpark was voorzien voor 5 december 2020, echter waren de COVID-19-cijfers niet positief genoeg waardoor de Belgische federale overheid geen toestemming kon geven aan attractie-, water- en dierenparken om weer open te gaan. Sportbaden kregen een uitzondering en deze mochten wel weer openen met maatregelen. Daarop besloot Plopsa op 11 december 2020 het sportbad van Plopsaqua Landen-Hannuit te openen, de rest van het waterpark volgde op 9 juni 2021.

## Attracties

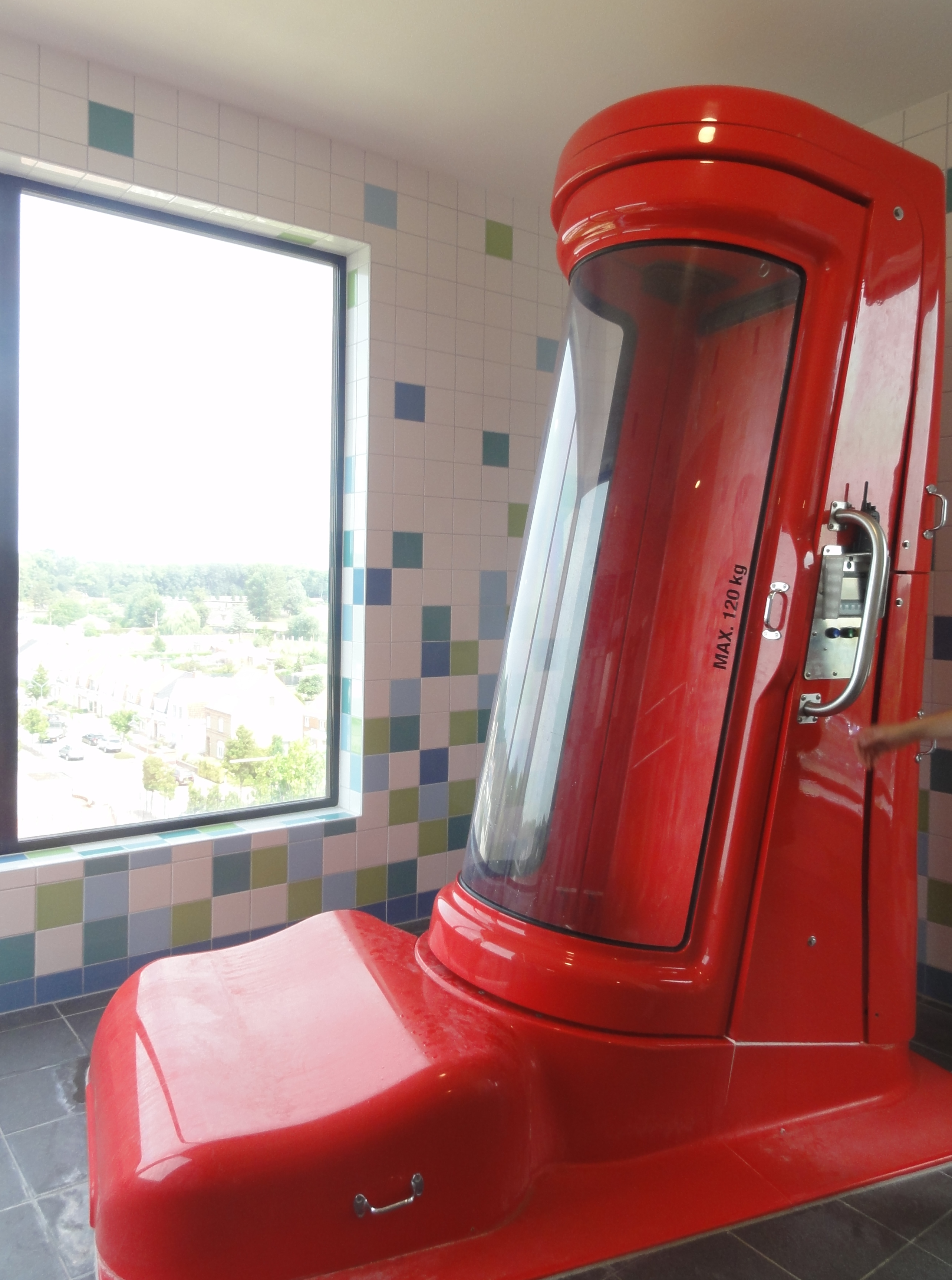
Sky Drop in Plopsaqua De Panne
een kopie staat in Plopsaqua Landen-Hannuit

De volgende faciliteiten zijn te vinden in het park.
- Drie glijbanen
  - Sky Drop, een glijbaan met lanceerplatform op 19 meter hoogte.
  - Glijbaan met banden
  - Disco Slide, een glijbaan waarbij bezoekers hun eigen gekozen muziek kunnen luisteren.
- Golfslagbad
- Wild River
- Een familieglijbaan
- Playhouse
- Peuterbad
- 3 Bubbelbaden
- Buitenzwembad
- Ligweide
- Sauna
- 25 meter bad
- Instructiebad

## Incidenten
- Op 5 september 2021 werd een jongen gered van de verdrinkingsdood door een andere zwemmer. Aan het buitenbad stond op dat moment geen redder van Plopsaqua. Na het incident heeft Plopsa aangekondigd voortaan bij ieder bad een redder te zetten, ondanks dat dit niet wettelijk verplicht is.[7]
- Op 10 oktober 2021 verkeerde een zwemmer in het opvangbassin van de wilde rivier in moeilijkheden en verdronk. Het slachtoffer werd enkele minuten later gered, maar overleed tien dagen later aan de gevolgen van het incident. De nabestaande van het slachtoffer heeft een aanklacht ingediend en het parket heeft het incident in onderzoek.[8]
- Op 14 augustus 2022 werden een baby en een peuter achtergelaten door de ouders in het buitengebied van het complex, een medewerker trof de kinderen aan. De peuter had koorts en zag er ziek uit, daarop zijn de hulpdiensten gebeld en werden de kinderen overgebracht naar het ziekenhuis waar bleek dat ze niet in levensgevaar waren. De ouders zijn zwemmend aangetroffen door de toegesnelde politie. De ouders hebben volgens het Parket van Luik geen strafbare feiten gepleegd, wel zal het Parket van Brussel een onderzoek starten naar de leefomstandigheden van de kinderen.[9][10]